# Nicolás Ñeenguirú
Nicolás Ñeenguirú byl guaraníjský náčelník a vojevůdce, velký kacík (starosta) redukce Concepción, který vedl indiánské milice z jezuitských redukcí ve válkách s portugalskými otrokáři.

## Život
V roce 1641 milice pod vedením jeho a Ignacia Abiarú rozdrtily armádu portugalských otrokářů vedenou Manuelem Piresem v bitvě na řece Mbororé a na stopadesát let (do rozpadu redukcí v důsledku zrušení a odchodu jezuitů) tak zastavily portugalské otrokářské výpravy do přilehlých španělských držav.
Dostalo se mu vzdělání od jezuitů, uměl číst a psát. Mimo jiné se zachoval španělský překlad jeho originálně v jazyku Guaraní psaném dopisu, který je cenným zdrojem o životě jezuitů a jejich redukcí.